# Babuškinskij rajon (Oblast' di Vologda)
Il Babuškinskij rajon (in russo Бабушкинский район?) è un rajon dell'Oblast' di Vologda, nella Russia europea; il capoluogo è Selo imeni Babuškina. Istituito il 15 luglio 1929, ricopre una superficie di 7.760 chilometri quadrati ed ospita una popolazione di circa 13.000 abitanti.